# Pseudosasa
Pseudosasa é um género botânico pertencente à família Poaceae.